# Jaworzno Szczakowa
Jaworzno Szczakowa – węzłowa stacja kolejowa w jaworznickiej dzielnicy Szczakowa; znajduje się przy ul. Kolejarzy, usytuowana jest na linii kolejowej E-30 pomiędzy stacjami węzłowymi Sosnowiec Jęzor, Sosnowiec Maczki, Bukowno, Trzebinia. 
Jest to stacja rozrządowa z lokomotywownią. Posiada czynną, dwutorową górkę rozrządową z ponad 30 torami kierunkowymi.
Stacja wraz z budynkiem dworca w przeszłości pełniła funkcję austro-węgierskiego kolejowego przejścia granicznego na granicy zaborów austriackiego i rosyjskiego.

## Ruch pasażerski
| Rok  | Wymiana pasażerska na dobę |
| ---- | -------------------------- |
| 2017 | 150-199                    |
| 2022 | 700-999                    |
| 2023 | 1 100                      |

## Pasażerskie połączenia kolejowe
Przewoźnicy pasażerscy zatrzymujący się na stacji zapewniają zasadniczo obsługę potoków ruchu na następujących kolejowych ciągach transportowych:
- w stronę wschodnią Kraków Główny - Rzeszów Główny - Przemyśl Główny
- w stronę zachodnią Katowice - Opole Główne - Wrocław Główny - Poznań Główny

Istnieją również mniej liczne połączenia umożliwiające podróżnym bezpośrednie dotarcie do:
- stacji obsługujących miejscowości atrakcyjne turystycznie, takich jak Gdańsk Główny, Gdynia Główna, Kołobrzeg, Słupsk, Świnoujście, Zakopane
- stacji obsługujących wybrane stolice województw Łódź Fabryczna, Łódź Widzew, Szczecin Główny.

## Galeria

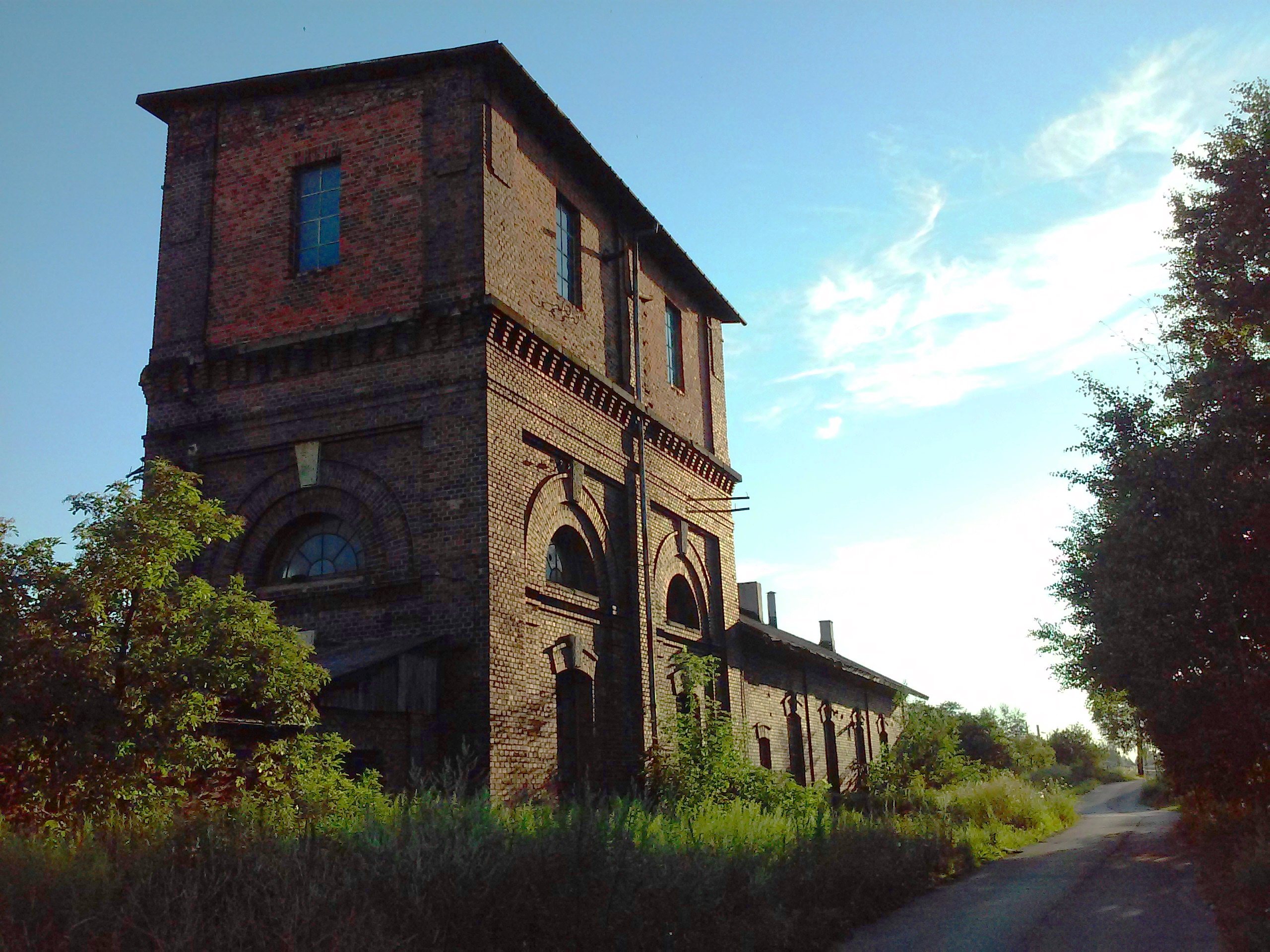
Kolejowa wieża ciśnień
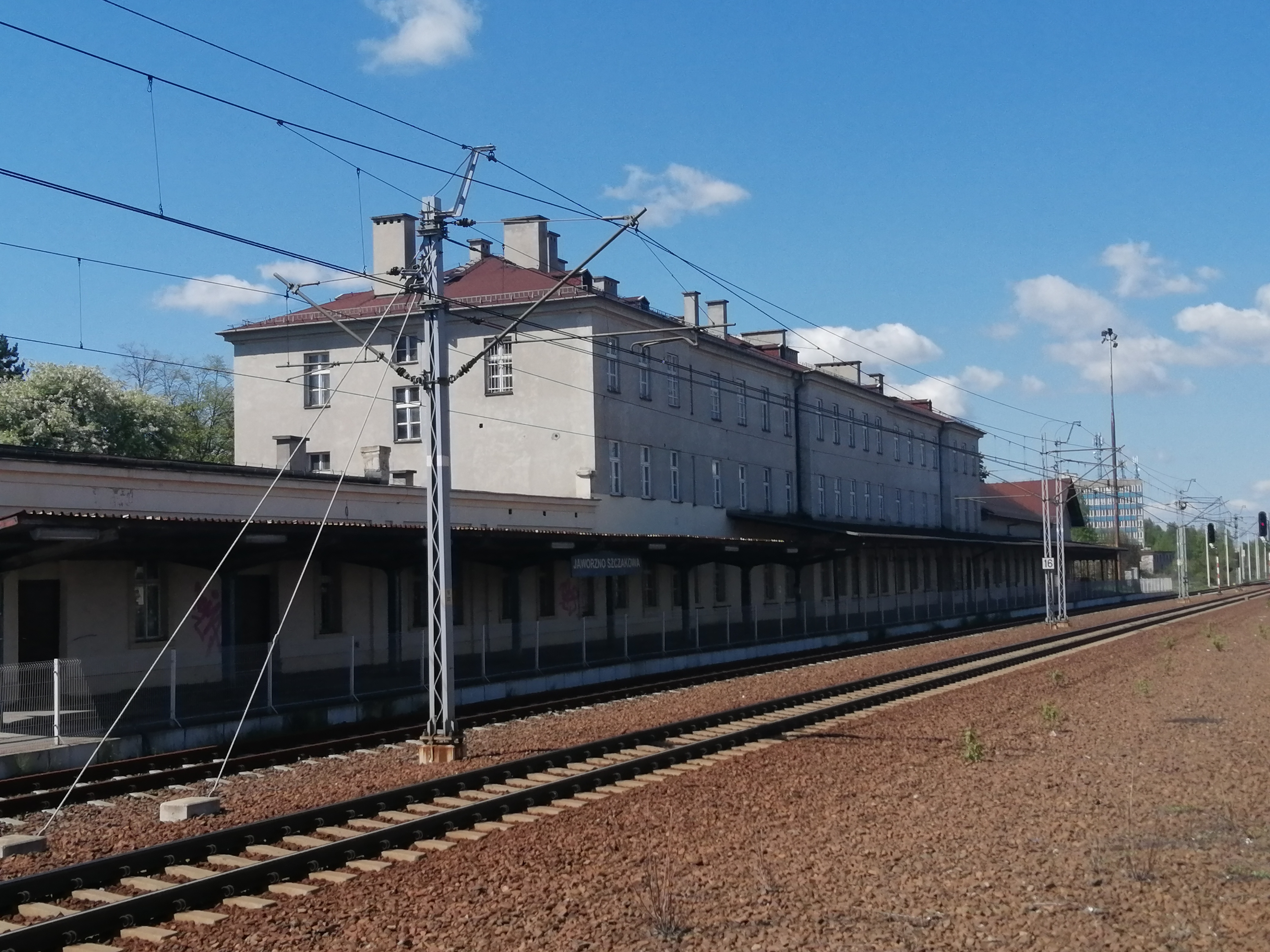
Budynek dworca Jaworzno Szczakowa (2025 r.)
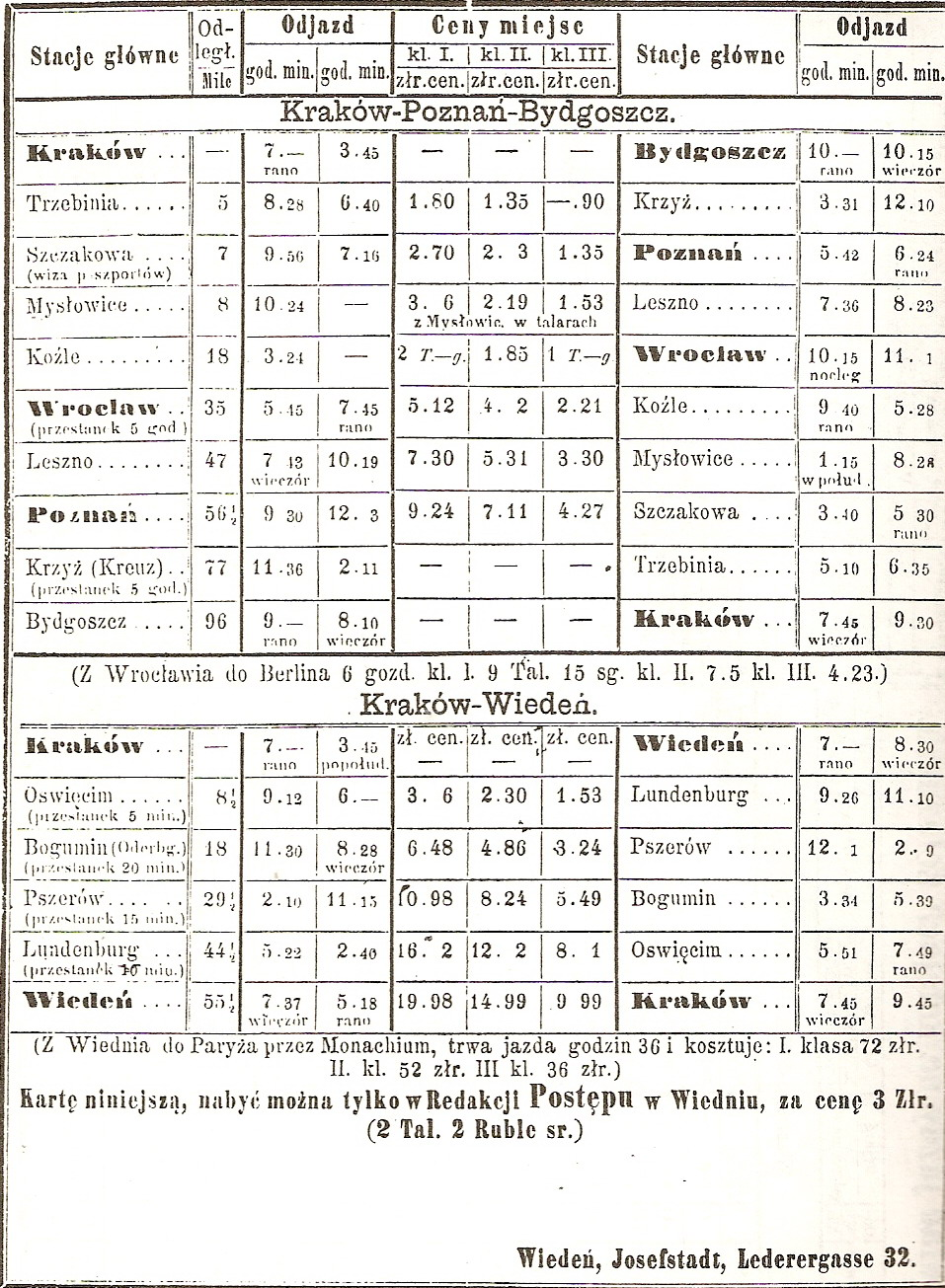
Rozkład jazdy z 1862 r. na którym widnieje stara nazwa dworca (Szczakowa)
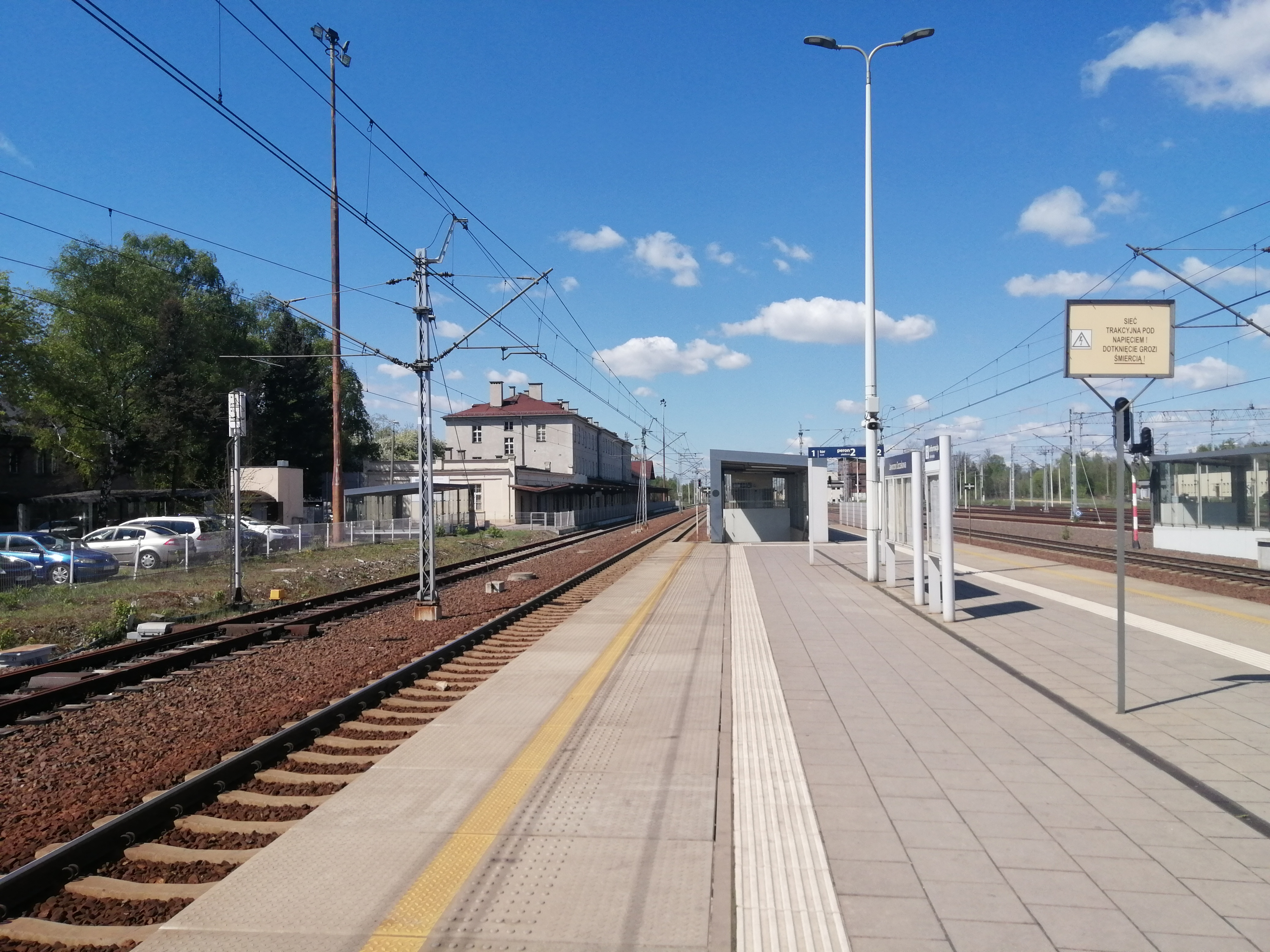
Peron nr 2 po modernizacji (2025 r.)